# Szymon Sprawiedliwy

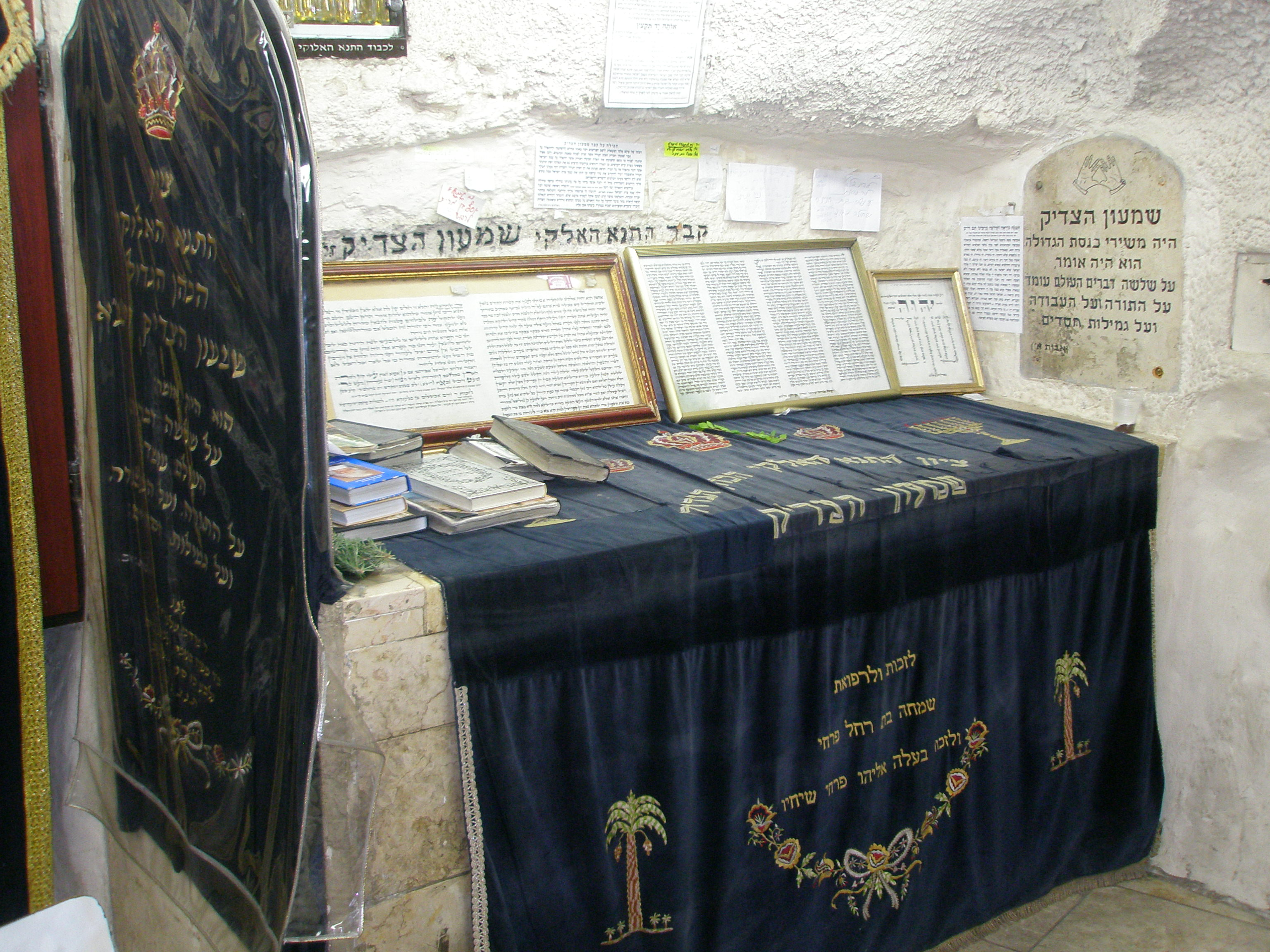
Tradycyjny grób Szymona Sprawiedliwego w Jerozolimie

Szymon Sprawiedliwy (hebr. ‏שמעון הצדיק‎) – arcykapłan żydowski, eparcha Judei.

## Życiorys
Szymon Sprawiedliwy identyfikowany jest z Szymonem I, synem Oniasza I (ok. 300 p.n.e.) lub z Szymonem II, ojcem Oniasza III (ok. 200 p.n.e.). W pierwszym przypadku przydomek pochodzi z dzieł Józefa Flawiusza, w drugim z Talmudu. Miał przywitać zdobywającego Jerozolimę Aleksandra Wielkiego. Po śmierci Szymona Sprawiedliwego zaprzestano wymawiać tetragram.